# Dwars door de Westhoek 2010
La 2e édition du Dwars door de Westhoek a eu lieu le 18 juillet 2010. La course fait partie du calendrier international féminin UCI 2010 en catégorie 1.2.

## Classements

### Classement final
| \| Classement général \| Classement général \| Classement général \| Classement général \| Classement général \| \| Coureur \| Coureur \| Pays \| Équipe \| Temps \| \| ------------------ \| ------------------- \| ------------------ \| ---------------------------- \| ------------------ \| \| 1re \| Liesbet De Vocht \| Belgique \| Nederland Bloeit \| 3 h 16 min 52 s \| \| 2e \| Petra Dijkman \| Pays-Bas \| Red Sun Cycling Team \| + 41 s \| \| 3e \| Suzanne de Goede \| Pays-Bas \| Nederland Bloeit \| + 2 min 22 s \| \| 4e \| Loes Markerink \| Pays-Bas \| Nederland Bloeit \| + 2 min 22 s \| \| 5e \| Emma Johansson \| Suède \| Red Sun Cycling Team \| + 2 min 22 s \| \| 6e \| Sara Mustonen \| Suède \| Hitec Products-UCK \| + 2 min 22 s \| \| 7e \| Grace Verbeke \| Belgique \| Lotto Ladies \| + 2 min 22 s \| \| 8e \| Jolien D'Hoore \| Belgique \| Topsport Vlaanderen-Thompson \| + 2 min 22 s \| \| 9e \| Monique van de Ree \| Pays-Bas \| Leontien.nl \| + 2 min 22 s \| \| 10e \| Nathalie Lamborelle \| Luxembourg \| Hitec Products-UCK \| + 2 min 22 s \| |                     |            |                              |                 |
| |                     |            |                              |                 |
| Source : Cycling Quotient |                     |            |                              |                 |
| Classement général |                     |            |                              |                 |
| Coureur | Coureur             | Pays       | Équipe                       | Temps           |
| 1re | Liesbet De Vocht    | Belgique   | Nederland Bloeit             | 3 h 16 min 52 s |
| 2e | Petra Dijkman       | Pays-Bas   | Red Sun Cycling Team         | + 41 s          |
| 3e | Suzanne de Goede    | Pays-Bas   | Nederland Bloeit             | + 2 min 22 s    |
| 4e | Loes Markerink      | Pays-Bas   | Nederland Bloeit             | + 2 min 22 s    |
| 5e | Emma Johansson      | Suède      | Red Sun Cycling Team         | + 2 min 22 s    |
| 6e | Sara Mustonen       | Suède      | Hitec Products-UCK           | + 2 min 22 s    |
| 7e | Grace Verbeke       | Belgique   | Lotto Ladies                 | + 2 min 22 s    |
| 8e | Jolien D'Hoore      | Belgique   | Topsport Vlaanderen-Thompson | + 2 min 22 s    |
| 9e | Monique van de Ree  | Pays-Bas   | Leontien.nl                  | + 2 min 22 s    |
| 10e | Nathalie Lamborelle | Luxembourg | Hitec Products-UCK           | + 2 min 22 s    |

### Points UCI
| Position           | 1er | 2e | 3e | 4e | 5e | 6e | 7e | 8e |
| Classement général | 40  | 30 | 16 | 12 | 10 | 8  | 6  | 3  |